# 4-nitrodifenylamine
4-nitrodifenylamine is een organische verbinding met als brutoformule C12H10N2O2. De stof komt voor als gele naaldvormige kristallen, die onoplosbaar zijn in water.

## Toepassingen
Net zoals vergelijkbare verbindingen als 2-nitrodifenylamine, N-nitrosodifenylamine en N-methyl-p-nitroaniline, wordt 4-nitrodifenylamine gebruikt als stabilisator voor synthetische rubbers, explosieven, brandstoffen, plastics en smeermiddelen. Het wordt ook aangewend bij organische syntheses.

## Toxicologie en veiligheid
4-nitrodifenylamine ontleedt bij verhitting of bij verbranding, met vorming van giftige dampen van onder andere stikstofoxiden. Ze reageert met sterk oxiderende stoffen.
4-nitrodifenylamine kan effecten hebben op het bloed, met als gevolg de vorming van methemoglobine.